# Morti nel 1965/Ottobre
| Questa pagina contiene informazioni ricavate automaticamente dalle voci biografiche con l'ausilio del template Bio e di un bot. L'aggiornamento è periodico e automatico e ricostruisce completamente la pagina. Se manca una persona in questa lista, sei pregato di non aggiungerla, ma accertati piuttosto che la sua voce biografica contenga il template Bio e che i dati anagrafici siano correttamente compilati. Se il template Bio manca, inseriscilo tu stesso o, in alternativa, metti l'avviso {{tmp\|Bio}} che ne segnala la mancanza. Se i dati riportati sono sbagliati, correggi direttamente la voce biografica; le modifiche saranno visibili in questa lista entro pochi giorni. Per chiarimenti vedi il progetto biografie. La lista contiene solo le 90 persone che sono citate nell'enciclopedia e per le quali è stato implementato correttamente il template Bio. Pagina aggiornata al 3 mar 2024. |

- 1º ottobre - Walter Blattmann, ciclista su strada e ciclocrossista svizzero (n. 1910)
- 2 ottobre - Karl Allmendinger, generale tedesco (n. 1891)
- 2 ottobre - Alfred Lane, tiratore a segno statunitense (n. 1891)
- 2 ottobre - Oskar Lange, economista e ambasciatore polacco (n. 1904)
- 2 ottobre - James Johnston Navagh, vescovo cattolico statunitense (n. 1901)
- 2 ottobre - Anton Vodnik, scrittore sloveno (n. 1901)
- 3 ottobre - Attilio Beltramino, missionario e vescovo cattolico italiano (n. 1901)
- 3 ottobre - Caterina Lescano, cantante ungherese (n. 1919)
- 3 ottobre - Max Picard, scrittore svizzero (n. 1888)
- 3 ottobre - Zachary Scott, attore statunitense (n. 1914)
- 5 ottobre - Claus Cito, scultore lussemburghese (n. 1882)
- 6 ottobre - Vincenzo Cimatti, presbitero, educatore e compositore italiano (n. 1879)
- 6 ottobre - Aldo Petacchi, politico italiano (n. 1916)
- 6 ottobre - Tom Kennedy, attore statunitense (n. 1885)
- 7 ottobre - Jesse Douglas, matematico statunitense (n. 1897)
- 8 ottobre - Gilbert Colgate, Jr., bobbista statunitense (n. 1899)
- 8 ottobre - Nino Lolli, calciatore e politico italiano (n. 1905)
- 8 ottobre - Helen Wainwright, tuffatrice e nuotatrice statunitense (n. 1906)
- 9 ottobre - Juan Andreu Almazán, generale, politico e imprenditore messicano (n. 1891)
- 9 ottobre - Pëtr Filippov, calciatore sovietico (n. 1893)
- 10 ottobre - Florian Camathias, pilota motociclistico svizzero (n. 1924)
- 10 ottobre - Aldo Castelli, artista italiano (n. 1900)
- 10 ottobre - Jacques Davignon, diplomatico belga (n. 1896)
- 10 ottobre - Armando Fedeli, operaio, antifascista e politico italiano (n. 1898)
- 10 ottobre - John Gardiner, calciatore scozzese (n. 1911)
- 10 ottobre - Francesco Martino, ginnasta italiano (n. 1900)
- 10 ottobre - Hermann Uhde, basso-baritono tedesco (n. 1914)
- 11 ottobre - Roberto Cherro, calciatore argentino (n. 1907)
- 11 ottobre - Dorothea Lange, fotografa statunitense (n. 1895)
- 11 ottobre - Hans Nielsen, attore e doppiatore tedesco (n. 1911)
- 11 ottobre - Walther Stampfli, politico svizzero (n. 1884)
- 11 ottobre - Franco Villani, produttore cinematografico italiano (n. 1918)
- 12 ottobre - Lucie Englisch, attrice austriaca (n. 1902)
- 12 ottobre - Alberto Greco, pittore e poeta argentino (n. 1931)
- 12 ottobre - Paul Hermann Müller, chimico svizzero (n. 1899)
- 13 ottobre - Joe Brown, attore statunitense (n. 1884)
- 13 ottobre - Livio Cattel, ciclista su strada italiano (n. 1901)
- 14 ottobre - William Hogenson, velocista statunitense (n. 1884)
- 14 ottobre - Randall Jarrell, poeta, saggista e scrittore statunitense (n. 1914)
- 14 ottobre - Pasquale Platania, scultore italiano (n. 1892)
- 15 ottobre - Adrien Filez, calciatore francese (n. 1885)
- 15 ottobre - Adolf Abraham Halevi Fraenkel, matematico tedesco (n. 1891)
- 15 ottobre - Sabatino Mele, politico e medico italiano (n. 1897)
- 16 ottobre - Prospero Freri, militare, aviatore e giavellottista italiano (n. 1892)
- 16 ottobre - Francesco Penta, ingegnere italiano (n. 1899)
- 16 ottobre - Enrico Piaggio, imprenditore italiano (n. 1905)
- 16 ottobre - Anselmo Pisa, allenatore di calcio e calciatore argentino (n. 1918)
- 18 ottobre - Henry Travers, attore britannico (n. 1874)
- 18 ottobre - Lauri Törni, militare finlandese (n. 1919)
- 19 ottobre - Antonio Boggiano Pico, politico e giurista italiano (n. 1873)
- 19 ottobre - Carlo Capra, pianista e compositore italiano (n. 1901)
- 19 ottobre - Kiriki, calciatore spagnolo (n. 1907)
- 20 ottobre - Corrado Govoni, poeta italiano (n. 1884)
- 20 ottobre - Edward McLaughlin, mafioso statunitense
- 20 ottobre - Giulio Natali, storico della letteratura italiano (n. 1875)
- 20 ottobre - Guglielmo Piantoni, calciatore italiano (n. 1912)
- 21 ottobre - Bill Black, musicista statunitense (n. 1926)
- 21 ottobre - Marcel Delépine, chimico e farmacologo francese (n. 1871)
- 21 ottobre - Marie McDonald, attrice e cantante statunitense (n. 1923)
- 21 ottobre - Eetje Sol, calciatore olandese (n. 1881)
- 21 ottobre - Joaquin Vázquez, calciatore spagnolo (n. 1897)
- 22 ottobre - Paul Tillich, teologo tedesco (n. 1886)
- 22 ottobre - William Williams, militare britannico (n. 1890)
- 23 ottobre - Giovanni Varda, militare italiano (n. 1884)
- 24 ottobre - José do Patrocínio Dias, vescovo cattolico portoghese (n. 1884)
- 24 ottobre - Hans Meerwein, chimico tedesco (n. 1879)
- 25 ottobre - Eduard Einstein, psichiatra svizzero (n. 1910)
- 25 ottobre - Hans Knappertsbusch, direttore d'orchestra tedesco (n. 1888)
- 25 ottobre - Buddy Messinger, attore e regista statunitense (n. 1907)
- 26 ottobre - Sylvia Likens,  statunitense (n. 1949)
- 27 ottobre - Peter La Farge, cantautore e musicista statunitense (n. 1931)
- 27 ottobre - Elemér Pászti, ginnasta ungherese (n. 1889)
- 27 ottobre - Leo Hale Taylor, missionario e arcivescovo cattolico statunitense (n. 1889)
- 28 ottobre - Luigi Amoroso, matematico e economista italiano (n. 1886)
- 28 ottobre - Earl Bostic, sassofonista statunitense (n. 1913)
- 28 ottobre - Thomas Graham Brown, alpinista e fisiologo inglese (n. 1882)
- 28 ottobre - Luther P. Eisenhart, matematico statunitense (n. 1876)
- 28 ottobre - Karl Rumbold, calciatore e allenatore di calcio austriaco (n. 1893)
- 28 ottobre - Edythe Wright, cantante statunitense (n. 1916)
- 29 ottobre - Miller Anderson, tuffatore e militare statunitense (n. 1922)
- 29 ottobre - Mehdi Ben Barka, politico e attivista marocchino (n. 1920)
- 29 ottobre - Bill McKechnie, giocatore di baseball e allenatore di baseball statunitense (n. 1886)
- 29 ottobre - Frank Wheaton, tennista statunitense (n. 1876)
- 29 ottobre - Lorenzo de Paolis, violoncellista, compositore e direttore d'orchestra italiano (n. 1890)
- 30 ottobre - Francisco Garza Gutiérrez, calciatore messicano (n. 1904)
- 30 ottobre - Paul Grümmer, violoncellista tedesco (n. 1879)
- 30 ottobre - Arthur Schlesinger Sr., storico statunitense (n. 1888)
- 31 ottobre - Dan Burros, attivista statunitense (n. 1937)
- 31 ottobre - Rita Johnson, attrice statunitense (n. 1913)
- 31 ottobre - James McLean, mafioso statunitense (n. 1930)